# Вільям Дарлінгтон
Вільям Дарлінгтон (28 квітня 1782 — 23 квітня 1863) — американський лікар та ботанік, член Палати представників США від Пенсільванії.

## Життєпис
Дарлінгтон навчався у школі Friends School у Бірмінгемі і провів свою юність на фермі. Він став ботаніком в ранньому віці, вивчав медицину, і закінчив медичний факультет Пенсильванського університету в ФІладельфії в 1804 році. У 1806 році він вирушив до Ост-Індії корабельним хірургом. У 1807 році Дарлінгтон повернувся у Вест Честер та працював там лікарем протягом ряду років. Він очолив рух волонтерів на початку війни 1812 року та керував полком добровольців.
Дарлінгтон був обраний Демократично-республіканською партією до 14-го Конгресу Сполучених Штатів Америки. Він був знову обраний до 16-го та 17-го Конгресу Сполучених Штатів Америки. У 1831–1903 роках займав пост президента залізниці Вест Честера.
У 1826 році він заснував товариство природничої історії у Вест-Честері та опублікував кілька робіт з ботаніки та природничої історії, серед яких: Mutual Influence of Habits and Disease (1804), Flora cestrica: an attempt to enumerate and describe the flowering and filicoid plants of Chester County in the state of Pennsylvania (1837) та Agricultural Botany (1847). У 1848 році йому було присвоєно ступінь доктора права у Єльському університеті, у 1885 році він був удостоєний звання доктора фізичних наук у Dickinson College.
Каліфорнійська рослина-хижак Darlingtonia californica була описана Джоном Торрі у 1853 році та названа на честь Дарлінгтона.
Дарлінгтон займав пост директора і президента банку графства Честер у 1830–1863 роках. Помер у Вест Честері в 1863 році, та був похований на кладовищі Окленд.